# Jacques Rancière

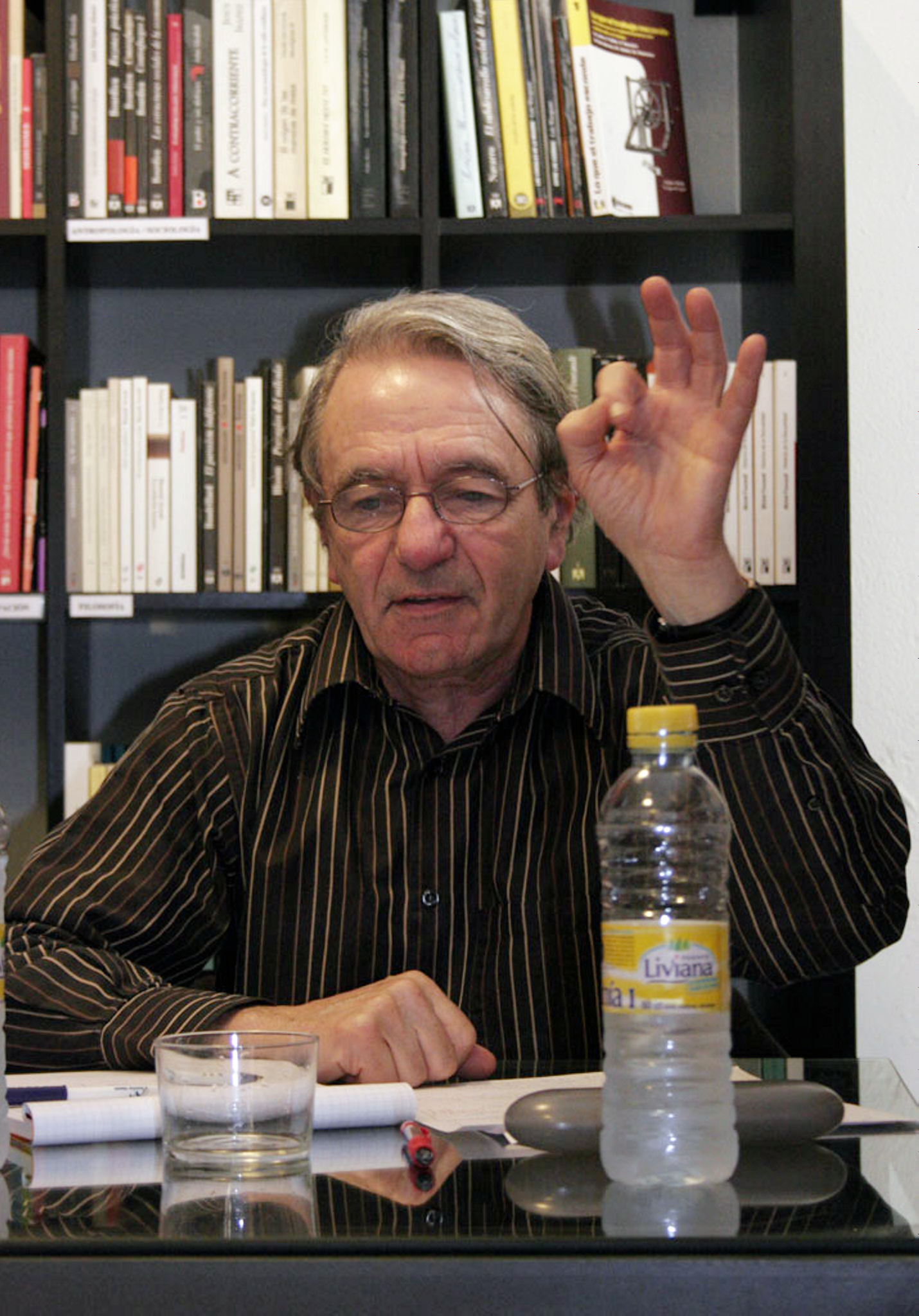
Jacques Rancière (2006)

Jacques Rancière (* 10. Juni 1940 in Algier) ist ein französischer Philosoph, der vor allem für seine Arbeiten zur politischen Philosophie und zur Ästhetik bekannt ist. Von 1969 bis 2000 lehrte er an der Universität Paris VIII (Vincennes und Saint-Denis).

## Leben und Werk

### Frühe Jahre
Jacques Rancière, 1940 in Algier geboren, studierte von 1960 bis 1964 Philosophie an der École normale supérieure, die er 1963 mit einer Arbeit über den jungen Marx mit dem Diplôme d’études supérieures und 1964 mit seiner Aggregation abschloss. Ab diesem Jahr nahm er an Louis Althussers strukturalistischen Seminaren über Das Kapital teil, woraus ein erster auch ins Deutsche übersetzter Beitrag hervorging: „Der Begriff der Kritik und die Kritik der politischen Ökonomie“. Nach einem Jahr als Philosophielehrer an einem Pariser Gymnasium begann Ranciére 1966 am Centre national de la recherche scientifique (CNRS) mit einer Doktorarbeit über Feuerbach, die er jedoch 1968 abbrach, als er sich mit Althusser entzweite und auf Empfehlung von Michel Foucault eine Assistenzstelle an der neugegründeten Reformuniversität Vincennes erhielt. 1972 wurde er Maître-Assistant, 1980 mit einer Dissertation über „La Nuit des Prolétaires: Archives du rêve ouvrier“ promoviert, 1985 Maître de Conférence und 1990 schließlich ordentlicher Professor. Abgesehen von Gastprofessuren blieb er bis zu seiner Emeritierung im Jahr 2000 an der 1980 nach Saint-Denis verlegten Universität Paris VIII und fungierte von 1986 bis 1992 zusätzlich als Programmdirektor am Collège International de Philosophie.

### La Mésentente / Das Unvernehmen
La Mésentente (1995), der bis heute wohl einflussreichste Text Rancières, stellt den Versuch dar, Politik als eine Kette von Subjektivierungen zu denken, als Praxis des Streits, die ihren Anfang bereits in der griechischen Polis nimmt. Der Kampf zwischen Arm und Reich, zwischen Mächtigen und von der Macht Ausgeschlossenen ist demnach nicht ein Problem, welches es qua Politik zu lösen gilt, sondern Politik selbst. Indem der gesellschaftliche Anteil der Anteillosen („la part des sans-part“) sich seiner Position bewusst wird und für seine Rechte eintritt, werden soziale Strukturen revidiert. Dies bedeutet u. a. auch eine Absage an den vordergründigen Konsens einer medialisierten Politik.
Wichtig ist auch der Begriff der Polizei, wie Rancière ihn definiert, nämlich als direkten Gegensatz zur Politik, als Festschreibung der Ungleichheit in der Verteilung der gesellschaftlichen Anteile: Dieser legt die Beziehungen der Subjekte zueinander fest, leugnet die Existenz der Anteillosen, die Existenz eines Unmessbaren. Politischer Streit (Dissens) ist der Bruch mit einer solchen Ordnung und damit Politik im Sinne Rancières.

### Arbeiten zur Ästhetik
Seit Beginn der 1990er-Jahre beschäftigt sich Rancière vor allem mit Fragen der Ästhetik; er schreibt u. a. Texte über Malerei und Filmtheorie. Sein Ansatzpunkt hierbei ist eine Kritik des Prinzips der Repräsentation, wie es auf Aristoteles’ Mimesis-Begriff fußt. Mit dem Entstehen einer modernen Literatur im 19. Jahrhundert, so Rancière, kam es auch zu einer Veränderung der Wahrnehmung, einer Emanzipation des geschriebenen Wortes von jedweder Abbildungsfunktion. In diesem Spannungsfeld verortet er das Aufkommen des Mediums Film, welches sowohl Repräsentation als auch enthierarchisierter Diskurs ist. Er kritisiert die Filmtheorie von Gilles Deleuze und hält dessen Trennung von Bewegungs- und Zeitbild für unhaltbar.
Le destin des images (2003) unterstreicht die sinnliche Qualität von Bildern: Sie sind nicht nur Darstellung (Repräsentation), sondern auch unmittelbar erfahrbar, keiner Ordnung unterworfen. Gerade solche Überlegungen sind es, die Rancière zu einer Popularität in der Theater- und Medienwissenschaft verhelfen. So beruft sich Hans-Thies Lehmann als ein Theoretiker des postdramatischen Theaters in seinen Essays wiederholt auf Jacques Rancière.

## Schriften

### Monografien
- Le concept de critique et la critique de l’économie politique dès 'Manuscripts' de 1844 au 'Capital.'  Maspéro, Paris 1965
  - Deutsch: Der Begriff der Kritik und die Kritik der politischen Ökonomie. Merve, Berlin 1972

Louis Althusser et al.: Das Kapital lesen. Westfälisches Dampfboot, Münster 2015, ISBN 978-3-89691-952-6.
- La leçon d’Althusser. Gallimard, Paris 1974
  - Deutsch: Die Lektion Althussers. Laika, Hamburg 2014, ISBN 978-3-944233-02-4.
- Wider den akademischen Marxismus. Merve, Berlin 1975, ISBN 3-920986-72-5.
- La Nuit des prolétaires. Archives du rêve ouvrier. Fayard, Paris 1981, ISBN 2-213-00985-6.
  - Deutsch: Die Nacht der Proletarier. Archive des Arbeitertraums. Turia + Kant, Wien 2013, ISBN 978-3-85132-699-4.
- Le Philosophe et ses pauvres. Fayard, Paris 1983; wieder Flammarion, Paris 2010, ISBN 978-2-08-123537-3.
  - Deutsch: Der Philosoph und seine Armen. Passagen, Wien 2010, ISBN 978-3-85165-931-3.
- Louis-Gabriel Gauny. Le philosophe plébéien. Presses Universitaires, Vincennes 1985
- Le Maître ignorant. Cinq leçons sur l’émancipation intellectuelle. Fayard, Paris 1987
  - Deutsch: Der unwissende Lehrmeister. Fünf Lektionen über die intellektuelle Emanzipation. 2. Auflage. Passagen, Wien 2009, ISBN 978-3-85165-885-9.
- Aux bords du politique. Osiris, Paris 1990
- Courts voyages au pays du peuple. Le Seuil, Paris 1990, ISBN 0-8047-3682-0.
  - Deutsch: Kurze Reisen ins Land des Volkes. Hg. Peter Engelmann, Übers. Richard Steurer-Boulard. Passagen, Wien 2014, ISBN 978-3-7092-0121-3.
- Les Noms de l’histoire. Essai de poétique du savoir. Le Seuil, Paris 1992
  - Deutsch: Die Namen der Geschichte. Fischer, Frankfurt am Main 1994; wieder: Die Wörter der Geschichte. Übers. Eva Moldenhauer, Walther König, 2015
- La Mésentente: Politique et philosophie. Galilée, Paris 1995
  - Deutsch: Das Unvernehmen. Suhrkamp, Frankfurt am Main 2002, ISBN 3-518-29188-2.
- Mallarmé, la politique de la sirène. Hachette, Paris 1996
- zusammen mit Alain Badiou: Politik der Wahrheit. Turia + Kant, Wien 1996, 2. Aufl. 2013, ISBN 978-3-85132-489-1.
- zusammen mit Jean-Louis Comolli: Arrêt sur histoire. Editions du Centre Pompidou, Paris 1997
- La chair des mots: politiques de l’écriture. Galilée, Paris 1998
  - Deutsch: Das Fleisch der Worte. Politik(en) der Schrift. Diaphanes, Zürich 2010, ISBN 978-3-03734-084-4.
- La parôle muette. Essai sur les contradictions de la littérature. Hachette, Paris 1998
  - Deutsch: Die stumme Sprache. Essay über die Widersprüche der Literatur. Diaphanes, Zürich 2010, ISBN 978-3-03734-111-7.
- Le Partage du sensible: Esthétique et politique. La Fabrique, Paris 2000
  - Deutsch: Die Aufteilung des Sinnlichen. Die Politik der Kunst und ihre Paradoxien. b_books, Berlin 2006, ISBN 3-933557-67-4.
- L’inconscient esthétique. Galilée, Paris 2001
  - Deutsch: Das ästhetische Unbewusste. Diaphanes, Zürich 2006, ISBN 3-935300-89-1.
- La fable cinématographique. Le Seuil, Paris 2001
- Les scénes du peuple. Horlieu, Lyon 2003
- Le destin des images. La Fabrique, Paris 2003
  - Deutsch: Politik der Bilder. Diaphanes, Zürich 2006, ISBN 3-935300-65-4.
- Malaise dans l’esthétique. Galilée, Paris 2004
  - Deutsch: Das Unbehagen in der Ästhetik. 2. Auflage. Passagen, Wien 2008, ISBN 978-3-85165-873-6.
- Si l’art résiste à quelque chose? 2004
  - Deutsch: Ist Kunst widerständig? Merve, Berlin 2008, ISBN 978-3-88396-244-3.
- La haine de la démocratie. La Fabrique, Paris 2005
  - Deutsch: Der Hass der Demokratie. August, Berlin 2011, ISBN 978-3-941360-01-3.
- Chronique des temps consensuels. Le Seuil, Paris 2005
  - Deutsch: Chronik der Konsensgesellschaft. Passagen, Wien 2011, ISBN 978-3-85165-977-1.
- Politique de la littérature. Galilée, Paris 2007
  - Deutsch: Politik der Literatur. 1. Auflage. Passagen, Wien 2008, ISBN 978-3-85165-864-4.
- La parole ouvrière. Neuaufl. La Fabrique, Paris 2007
- Zehn Thesen zur Politik. Diaphanes, Zürich 2008, ISBN 978-3-03734-031-8.
- Le spectateur émancipé. La Fabrique, Paris 2008, ISBN 978-2-913372-80-1.
  - Deutsch: Der emanzipierte Zuschauer. Passagen, Wien 2010, ISBN 978-3-85165-908-5.
- Et tant pis pour les gens fatigués. Entretiens, Amsterdam 2009, ISBN 978-2-35480-056-7.
  - Deutsch:

1. Und die Müden haben Pech gehabt. Interviews 1976–1999. Passagen, Wien 2012, ISBN 978-3-7092-0021-6.
2. Die Wörter des Dissenses. Interviews 2000–2002. Passagen, Wien 2012, ISBN 978-3-7092-0055-1.
3. Das Volk und seine Fiktionen. Interviews 2003–2005. Passagen, Wien 2013, ISBN 978-3-7092-0073-5.
4. Die Erfindung des Möglichen. Interviews 2006–2009. Passagen, Wien 2014, ISBN 978-3-7092-0120-6.
5. Die Methode der Gleichheit. Gespräch mit Laurent Jeanpierre und Dork Zabunyan. Passagen, Wien 2014, ISBN 978-3-7092-0141-1.

- Moments politiques, Interventionen 1977–2009. Diaphanes, Zürich 2011, ISBN 978-3-03734-146-9.
- Les écarts du cinéma. La Fabrique, Paris 2011
  - Deutsch: Spielräume des Kinos. 1. Auflage. Passagen, Wien 2012, ISBN 978-3-7092-0056-8.
- Aisthesis. Scènes du régime esthétique de l’art. Galilée, Paris 2011, ISBN 978-2-7186-0852-5.
  - Deutsch: Aisthesis. Vierzehn Szenen. Passagen, Wien 2013, ISBN 978-3-7092-0096-4.
- Der verlorene Faden. Essays zur modernen Fiktion. Übers. Richard Steurer-Boulard. Passagen, Wien 2015, ISBN 978-3-7092-0160-2.
- Modern Times – Essays on Temporality in Arts and Politics. Multimedijalni institut, Zagreb 2017, ISBN 978-953-7372-31-6.
- Marx in the Woods. The Dialectic of Reason and Private Interest. Rabrab Press, Helsinki 2019.
- Le temps du paysage. Aux origines de la révolution estéthique, La Fabrique, Paris 2020, ISBN 978-2-35872-191-2.
  - Zeit der Landschaft. Die Anfänge der ästhetischen Revolution. Übers. Astrid Bührle-Gallet, Passagen, Wien 2022, ISBN 978-3-7092-0499-3.
- mit Axel Honneth: Anerkennung oder Unvernehmen? Eine Debatte, herausgegeben von Katia Genel und Jean-Philippe Deranty. Suhrkamp, Berlin 2021, ISBN 978-3-518-29833-6.
- Les mots et les torts, La Fabrique, Paris 2021.
  - Die Wörter und das Unrecht. Übers. Richard Steurer-Boulard, Turia + Kant, Wien 2022, ISBN 978-3-9851403-6-7.
- Les trente inglorieuses. Scènes politiques. La Fabrique, Paris 2022, ISBN 978-2-35872-224-7.

### Herausgeber
- zusammen mit Alain Faure: La parole ouvrière, 1830/1851. Paris 1976
- L’empire du sociologue. La Découverte, Paris 1984
- Esthétiques du peuple. La Découverte, Paris 1985

### Aufsätze
- Who Is the Subject of the Rights of Man? In: South Atlantic Quarterly. 103, 2004, Nr. 2/3, S. 297–310.
  - Deutsch: Wer ist das Subjekt der Menschenrechte? In: Francesca Raimondi, Christoph Menke (Hrsg.): Die Revolution der Menschenrechte. Suhrkamp, Berlin 2011, ISBN 978-3-518-29588-5.
- Le concept d’anachronisme et la verité de l’historien. In: L’inactuel. Nr. 6, Herbst 1996, S. 53–68.
  - Deutsch: Der Begriff des Anachronismus und die Wahrheit des Historikers. In: Eva Kernbauer (Hrsg.): Kunstgeschichtlichkeit. Historizität und Anachronie in der Gegenwartskunst. Fink, Paderborn 2015, S. 33–50.
- L’Éternité par les astres. Préface de Jacques Rancière. Les Impressions nouvelles, 2012.
  - Deutsch: Die Ewigkeit durch die Gestirne. Vorwort J. Rancière. bahoe books, Wien 2017, ISBN 978-3-903022-51-5.
- Die Fiktion im Stillstand. In: kultuRRevolution. zeitschrift für angewandte diskurstheorie. 75, 2/2018, S. 31–38.
- Jacques Rancière: Aufsätze aus den Jahren 1975–1980. In: Sozial.Geschichte Online. Band 35, 2023, S. 7–133 (frei zugängliche PDF).

### Gespräche
- Politik und Ästhetik. Im Gespräch mit Peter Engelmann. Passagen, Wien 2016, ISBN 978-3-7092-0142-8.
- Emanzipation denken. Im Gespräch mit Aliocha Wald Lasowski. Passagen, Wien 2025, ISBN 978-3-7092-0616-4.